# Periacma securiformis
Periacma securiformis (лат.) — вид молевидных бабочек рода Periacma из семейства Autostichidae. Китай (провинция Хайнань). Специфический эпитет происходит от латинского слова securiformis, обозначающего форму гнатоса гениталий.

## Описание
Размах крыльев 15 мм. Основная окраска желтовато-коричневая и чёрная. Мезонотум оранжево-жёлтый, с плотными черновато-серыми чешуйками; тегул оранжево-жёлтый. Переднее крыло оранжево-жёлтое, с чёрными чешуйками; спинная сторона с большим чёрным пятном у основания; дискальные и пликальные пятна чёрные; постмедиальная фасция чёрная, тянется от 3/5 костальной части до торнуса; вершинная фасция узкая, тянется вдоль термитника; бахромка жёлтая, смешанная с серовато-коричневой вокруг вершины. Задние крылья серые; бахрома серая, пёстрая с жёлтым. Ноги жёлтые, кроме трёх дистальных тарзомеров передних и средних ног, чёрные; на дорсальной поверхности передние ноги с чёрными бёдрами, голени с чёрными чешуйками, лапка чёрная в середине первого тарзомера, средние ноги с чёрными чешуйками на бедре, голени чёрные у основания, тарзус чёрный в середине первого тарзомера и в основании второго тарзомера; на наружной поверхности задняя лапка с чёрной голенью у основания, лапка с черновато-серыми чешуйками на первом тарзомере, чёрная у середины остальных тарзомеров. Новый вид похож на P. leyensis  Wang et Li, 2006 . Его можно отличить по ункусу, эллиптически вздутому в дистальной половине и апикально с двумя зубцами, и передней половине вентральной пластинки гнатоса, слегка расширенной. У P. leyensis ункус округло расширен в дистальной половине, а передняя половина вентральной пластинки гнатоса отчётливо расширена.